# Простое складское свидетельство
Простое складское свидетельство — товарная ценная бумага, выдаваемая на предъявителя. Регулируется Гражданским Кодексом РФ. Товар, принятый на хранение по простому складскому свидетельству, в течение срока его хранения может являться предметом залога. По сути это документ, выдаваемый товарным складом в подтверждение того, что товар находится на складе и будет выдан предъявителю.

## Использование
Складское свидетельство является ценной бумагой «на предъявителя» и передаётся другим лицам для оформления продажи товара, находящегося на хранении на складе. По предъявлении свидетельства склад должен передать товар лицу, предъявившему свидетельство.

## Содержание
В простом складском свидетельстве в обязательном порядке должна содержаться информация о:
- а) наименовании товарного склада, принявшего товар на хранение;
- б) месте, где расположен данный склад;
- в) текущем номере простого складского свидетельства по реестру склада;
- г) наименовании и количестве материальных ценностей, принятых на хранение;
- д) сроке хранения либо об указании, что ценности будут храниться до востребования;
- е) размере вознаграждения складу либо о тарифах, по которым платят за хранение;
- ж) порядке оплаты услуг по хранению;
- з) дате выдачи простого складского свидетельства.